# Tigrioides limayca
Tigrioides limayca là một loài bướm đêm thuộc phân họ Arctiinae, họ Erebidae.